# حسین بیکار
حسین بیکار (۲ ژانویه ۱۹۱۳، اسکندریه - ۱۶ نوامبر ۲۰۰۲، قاهره) نقاش و طراح برجسته مصری در سدهٔ بیستم میلادی بود.

## زندگی
در ۲ ژانویه ۱۹۱۳م / ۲۴ محرم ۱۳۱۱ق در اسکندریه زاده شد و همان‌جا دانش آموخت. از مدرسهٔ هنرهای زیبای قاهره که بعدها دانشکده گشت، فارغ‌التحصیل شد. در سال‌های ۱۹۳۴–۱۹۳۹ به آموزگاری هنر در مدرسه‌ها و دانشکدهٔ هنرهای زیبای قاهره پرداخت. او به روزنامه‌نگاری در بنیاد أخبار الیوم نیز روی آورد. جایزهٔ تقدیری دولت مصر در سال ۱۹۸۰، و جایزهٔ حسنی مبارک در هنر را در سال ۲۰۰۰ گرفت. کتابخانهٔ شخصی خود را که ۸۶۰ مورد بود، به کتابخانهٔ اسکندریه اهدا کرد.

## آثار
- تصاویرِ سخنگو (صور ناطق)
- واژه‌کشی (رسم بالکلمات)
- هر هنرمندی را داستانی است (لکل فنان قصة)[۱]